# Oleh Schelajew
Oleh Mykolaiowytsch Schelajew (ukrainisch Олег Миколайович Шела́єв; wiss. Transliteration Oleh Mykolajovyč Šelajev; * 5. November 1976 in Luhansk) ist ein ehemaliger ukrainischer Fußballspieler.
Von 1993 bis 1996 spielte er für Sorja Luhansk, danach war er bis 2000 bei Schachtar Donezk unter Vertrag, wurde aber 1998/99 an Dnipro Dnipropetrowsk und 2000 an Metalurh Donezk verliehen. Von 2000 bis 2008 spielte er dann mit einem Vertrag bei Dnipro. Nach einem einjährigen Zwischenspiel bei Krywbas Krywyj Rih spielte er von 2009 bis 2014 bei Metalist Charkiw in der ukrainischen Premjer-Liha.
Für die ukrainische Nationalmannschaft spielte er 36 Mal und erzielte dabei ein Tor. Er kam bei allen fünf Spielen der Auswahl seiner Heimat bei der Fußball-WM 2006 zum Einsatz.